# Жосалы (Туркестанская область)
Жосалы (каз. Жосалы) — село в Туркестанской области Казахстана. Находится в подчинении городской администрации Арыса. Входит в состав Баиркумского сельского округа. Код КАТО — 511635300.

## Население
В 1999 году население села составляло 119 человек (65 мужчин и 54 женщины). По данным переписи 2009 года в селе проживал 301 человек (162 мужчины и 139 женщин).